# Myrmecophilus kinomurai
Myrmecophilus kinomurai is een rechtvleugelig insect uit de familie mierenkrekels (Myrmecophilidae). De wetenschappelijke naam van deze soort is voor het eerst geldig gepubliceerd in 2004 door Maruyama.